# Turanguna
Der Vulkan Turanguna (in der deutschen Kolonialzeit Südtochter, englisch: South Daughter oder Mount Turangunan, genannt) ist ein zur Zeit inaktiver Vulkan unmittelbar östlich der Stadt Rabaul im Norden der zu Papua-Neuguinea gehörenden Insel Neubritannien.
Der Turanguna liegt in einer generell vulkanisch sehr aktiven Region und ist einer von mehreren Vulkanen auf der sog. Krater-Halbinsel (englisch: Crater Peninsula), die wiederum Teil der Gazelle-Halbinsel ist. Er liegt an der Südostspitze der Halbinsel und verengt mit dem Praed Point an der zum Meer hin abfallenden Südseite des Vulkankegels den Zugang zum Blanche Bay. Weiterhin ist hier eine kleine Bucht, die Albino Bay, ausgebildet. 
In unmittelbarer Nähe zu dem dicht bewaldeten Vulkan liegen die weiteren Vulkane der Krater-Halbinsel, so der Tavurvur etwa einen Kilometer westlich, der Kombiu (ehemals Mutter) sowie der Rabalanakaia Krater etwa fünf Kilometer nördlich bzw. nordwestlich. Etwa zehn Kilometer nordwestlich liegt dann noch der Toyanumbatir (ehemals Nordtochter).
Während der deutschen Kolonialzeit wurde die Höhe noch mit 494 Metern angegeben. 